# CFBT-FM
CFBT-FM ist ein privater Hörfunksender aus Vancouver, British Columbia, Kanada, der unter dem Namen 94.5 Virgin Radio sendet. Der Contemporary-Hit-Sender nutzt den Claim Vancouver's #1 Hit Music Station. Er sendet mit einer Leistung von 90.000 Watt vom Mount Seymour vom nördlichen Vancouver aus. CFBT-FM wird von Bell Media betrieben, mit Studios in der 2nd Avenue in Vancouver.

## Geschichte
Im Herbst 2000 wurde in Vancouver eine neue Sendefrequenz ausgeschrieben. Es bewarben sich elf Unternehmen, da es die letzte Hochleistungsfrequenz auf dem Markt war, die noch vergeben werden konnte. Am 5. Juni 2002 erhielt Focus Communications die Sendelizenz für die Frequenz. Das Unternehmen nannte den Sender CFBT-FM. Der offizielle Sendestart war am 4. März 2002.
Im September 2004 änderte der Sender sein Sendeformat und begann mit der Ausstrahlung von Top-40-Musikstücken, Rhythm and Blues und Hip-Hop.
Im Februar 2015 änderte der Sender seinen Namen von The Beat 94.5 in 94.5 Virgin Radio.